# Drobýšek nejmenší
Drobýšek nejmenší (Centunculus minimus) je efemérní, vzrůstem nenápadná, nízká, na vlhkých místech rostoucí bylina s drobnými bílými květy, je to jediný druh monotypického rodu drobýšek.

## Taxonomie
Někdy je rod drobýšek (Centunculus) považován za podrod rodu drchnička (Anagallis) a drobýšek nejmenší (Centunculus minimus) za synonymum druhu (Anagallis minima).

## Výskyt
Drobýšek je prvotně rozšířený téměř v celé Evropě, včetně evropské části Ruska a na severozápadě afrického kontinentu. Druhotně roste také v Severní a Jižní Americe stejně jako v Austrálii. Z přírody České republiky již delší dobu mizí a v současnosti je velmi vzácný, obdobná je situace i na Slovensku.
Tato drobná rostlinka (jak již naznačuje české pojmenování) je konkurenčně velice slabá, vyžaduje rozvolněný, nezapojený vegetační kryt, optimum jejího růstu je od května do září. Vyrůstá na propustných vlhčích obdělávaných půdách, úhorech nebo píscích, často na březích vodních nádrží, řek nebo obnažených rybničních dnech, vápnité půdy ji nesvědčí. V ČR se obvykle vyskytuje v rybničnatých oblastech na jihozápadě Čech a to v mezofytiku do nadmořské výšky 1000 m.

## Popis
Jednoletá lysá rostlina o průměrné výšce 1 až 7 cm s holou přímou nebo vystoupavou lodyhou která se již od spodu větví a může v uzlinách kořenit. Je hustě porostlá střídavými listy jejichž vejčité čepele o velikosti 3 až 5 × 2 až 4 mm jsou u báze zúžené do kratičké stopky a na vrcholu špičaté.
V paždí celokrajných listů vyrůstají jednotlivě a na kratičkých stopkách bílé květy o velikosti větší špendlíkové hlavičky. Mají hluboce dělený čtyřlaločný kalich asi 2 mm dlouhý a vytrvalou baňkovitou bílou nebo narůžovělou štíhlou čtyřcípou trubkovitou korunu (o poloviční délce kalichu) s plochým rozložením konců lístků. Vespod koruny jsou na slunci se lesknoucí buňky s nektarem. Čtyři tyčinky mají nitky částečně srostlé s korunou. Zřídka mohou být květy pětičetné a mít pět tyčinek. Rozkvétá od dubna do června.

## Rozmnožování
V oboupohlavných květech drobýška dozrávají nejdříve blizny které se za příhodného počasí opylují cizím pylem. Pokud hmyz blizny neopylí do doby dozrání vlastního pylu, dojde k samoopylení. Při dlouhotrvajícím nepříznivém počasí se koruny ani neotvírají a květy se opylí kleistogamicky.
Plodem je kulatá tobolka o průměru 1,5 až 2 mm která je obalena zaschlou korunou a otvírá se víčkem. Obsahuje průměrně 10 hnědých semínek kterými se tento druh výhradně rozmnožuje.

## Ohrožení
Drobýšek nejmenší nikdy nerostl v Česku hojně, v poslední době je však nacházen stále méně a méně. Jeho zjištěné počty v minulosti i současnosti mohou být zkreslené tím, že jeho opravdu nenápadné vzezření a poměrně krátká doba aktivního růstu i kvetení mohly zapříčinit jeho snadné přehlednutí. Je však na pováženou, že v ČR mizí jeho přirozené biotopy. Byl proto "Červeným seznamem cévnatých rostlin České republiky z roku 2012" prohlášen za druh kriticky ohrožený (C1t).